# Левинтов, Иосиф Иосифович
Иосиф Иосифович Левинтов (11 июля 1916 — 12 августа 2001) — советский и российский учёный в области поляризационных явлений в ядерной физике и физике элементарных частиц, доктор физико-математических наук, соавтор теоремы Кёлера — Левинтова (Левинтова — Кёлера) (Köhler — Levintov theorem).

## Биография
Родился 28 июня 1916 года в Одессе, в семье выпускника естественного отделения физико-математического факультета Императорского Новороссийского университета Иосифа (Иоселя) Лейбовича Левинтова (1878—1916), сотрудника издательства научной литературы «Матезис», и Марии Шлёмовны Левинтовой (в девичестве Ихтейман, 1881—1962), дочери яновского мещанина, заключивших брак там же 4 июля 1902 года. У него быа старшая сестра Эрнестина (1903—1993), первая заведующая кафедрой иберо-романской филологии филфака МГУ. Отец умер незадолго до его рождения 30 мая 1916 года. Приёмный сын математика Вениамина Фёдоровича Кагана, который в 1922 году перевёз семью в Москву.
С 1931 по 1934 год работал лаборантом Физико-химического института имени Л. Я. Карпова. В 1940 году окончил химический факультет МГУ и в ноябре того же года мобилизован в РККА. Участник войны в составе подразделений Западного и Юго-Западного фронтов. В 1942 году был ранен и после лечения комиссован.
С конца 1942 года — в Институте химической физики АН СССР: лаборант, младший научный сотрудник, старший научный сотрудник. В 1947 году защитил кандидатскую диссертацию. В 1956 году перешёл в Институт теоретической и экспериментальной физики (ИТЭФ) на должность руководителя циклотрона. С 1963 года — заведующий циклотронной лабораторией. С 1990 года — главный научный сотрудник ИТЭФ.
Доктор физико-математических наук (1956, тема диссертации «О ядерном спин-орбитальном взаимодействии»), профессор (1976).
Автор работ в области поляризационных явлений в ядерной физике и физике элементарных частиц. Сформулировал теорему о слабой зависимости поляризации нуклонов от радиуса ядра при рассеянии на ядрах (теорема Келера — Левинтова) (1956).
В 1968 году теоретически обосновал программу исследований поляризационных параметров в каналах упругого π±p-, K±p-, рр — рассеяния при 40 ГэВ с-1. В результате серии экспериментов международной кооперации ИФВЭ-ОИЯИ-ИТЭФ-САКЛЕ (Франция) на Серпуховском ускорителе были получены данные, позволившие осуществить прямое восстановление амплитуд пион- нуклонного рассеяния и проверить несколько важных предсказаний реджевской феноменологии.
Умер 12 августа 2001 года после продолжительной тяжёлой болезни. Урна с прахом захоронена в колумбарии на Введенском кладбище.